# Чаус (река)
Чаус (в водном реестре Чаусс, старое название Чауса, иногда Чеус) — река в Новосибирской области России. Впадает в Луговую протоку Оби слева. Образуется слиянием рек Чик и Оёш недалеко от деревни Малый Оёш. Длина реки составляет 18 км, площадь водосборного бассейна 4760 км².
Находится в районе староречья Оби и иногда рассматривается как часть системы протоков, рек и озёр Чик—Чаус—Вьюна—Уень.
На реке ранее стоял Чаусовский (или Чаусский) острог (ныне Колывань).
Район устья Чауса в Луговой протоке — популярное место для рыбалки.

## Данные водного реестра
По данным государственного водного реестра России относится к Верхнеобскому бассейновому округу, водохозяйственный участок реки — Обь от Новосибирского гидроузла до впадения реки Чулым, без рек Иня и Томь, речной подбассейн реки — бассейны притоков (Верхней) Оби до впадения Томи. Речной бассейн реки — (Верхняя) Обь до впадения Иртыша.